# Furax (événement caritatif)
Pour les articles homonymes, voir Furax.
Furax est un événement caritatif féministe créé par Nat'Ali et Joul en 2023 visant à sensibiliser et lutter contre les violences contre les femmes, en particulier dans le monde du streaming, tout en récoltant des fonds pour des associations caritatives féministes. Il est organisé sur la plateforme de streaming Twitch.
L'événement est organisé par l'association loi de 1901 au même nom.

## Principe
Nat'Ali et Joul sont des streameuses engagées de la scène du streaming jeu vidéo francophone,. Elles décident de mettre en place ce projet pour combler un vide dans le milieu[réf. nécessaire] afin de célébrer les combats et manifester un soutien dans la lutte contre les violences sexistes et sexuelles.
Le projet associatif derrière l'évènement s'inscrit dans la lutte contre le cyberharcèlement misogyne subi par les femmes et minorités de genre dans le milieu de la création de contenu,,,. Parmi les nombreuses streameuses ciblées par ce type de violences, des cas notables peuvent être cités :
- Manon Lanza subissant un harcèlement sexiste à la suite du GP Explorer 2[7],[8] ;
- Maghla subissant un harcèlement sexuel sur les réseaux sociaux[9] ;
- Ultia subissant un cyberharcèlement après avoir critiqué le comportement et les propos sexistes et misogynes d'Inoxtag lors du ZEvent 2021[10] ;
- Keffals (en) subissant un cyberharcèlement organisé sur un forum[11].

Lors de l'évènement, tous les créateurs présents diffusent un flux vidéo en se relayant, dont le contenu est consacré à des jeux vidéo, des jeux sérieux, des conférences et tables rondes avec des experts et des associations pour entendre et parler des moyens de combattre ces violences.
En parallèle les streameurs récoltent des dons en faisant appel à leur communauté à destination d'associations féministes choisies.

## Historique
| Édition               | Association bénéficiaire              | Cagnotte  | Informations complémentaires |
| --------------------- | ------------------------------------- | --------- | --- |
| 25 au 26 février 2023 | Elle’s Imagine’nt                     | 57 367 €  | Partenariat avec NousToutes. Trentaine de participants. Présences entre autres de Natoo, MisterJDay, Ostpolitik ou encore de STOP Homophobie.                                   |
| 5 au 7 avril 2024     | Féministes contre le cyberharcèlement | 151 754 € | Partenariat avec Top Achat et Lizardcube. Co-organisé avec l’association Afrogameuses. Présences entre autres d'Horty, Ostpolitik, Mamapaprika, Xavier Dang et Valérie Damidot. |

### 2025
L’édition 2025, initialement prévue au printemps en soutien aux associations Toutes des Femmes et Le Planning Familial, a été suspendue à la suite de la révélation publique d’une accusation de violences sexuelles et sexistes (VSS) visant Nat’Ali, cofondatrice de Furax.
Dans un rapport publié en mai 2025, l'équipe de Furax a reconnu des insuffisances dans la gestion de cette situation. Ces événements ont conduit à une phase de restructuration visant à améliorer les processus internes de prévention et de gouvernance.
Le 1er juillet 2025, Furax annonce sa dissolution.